# Vaccinium hooglandii
Vaccinium hooglandii är en ljungväxtart som beskrevs av Herman Otto Sleumer. Vaccinium hooglandii ingår i Blåbärssläktet, och familjen ljungväxter. Inga underarter finns listade i Catalogue of Life.